# 西郊乡 (鸡西市)
西郊乡，是中华人民共和国黑龙江省鸡西市鸡冠区下辖的一个乡镇级行政单位。

## 行政区划
西郊乡下辖以下地区：
梁家村、团结村、三合村、新发村、西郊村和东郊村。

## 全国重点文物保护单位
- 刀背山墓地